# 司法學博士
司法学博士、法学博士、或法律科学博士（SJD, JSD），是美国及其他地区法学院以研究和学术为主的法学博士学位，为大學法學相關科系的研究所博士课程畢業论文答辩通过後可獲得之學位。

## 美国的法律科学博士
值得注意的是，在美国不論是律師、法官還是教授都幾乎只有法律博士（JD）學位。美国律师协会发布过一个联合声明，指法律博士在任教时应该视之为与哲学博士（PhD）等同的地位。相較之下，LL.M.和 SJD 是針對外國學生，或極少數偶有的特別追求學術鑽研的本地學生而設的學位。
在美国，法学博士（LL.D.，Legum Doctor）一般只作为荣誉学位授予。 法學博士双L的缩写，是指在早期的剑桥大学教授「教会法」（Canon Law）和「民法」（Civil Law），双L表示复数，指這两个法律的博士。
从2013年开始，耶鲁法学院在司法学博士之外新开设了法律哲学博士（PhD in Law），为期三年，着重向学生提供法律教学方面的培训，申请该学位必须拥有法律博士学位。